# Samit

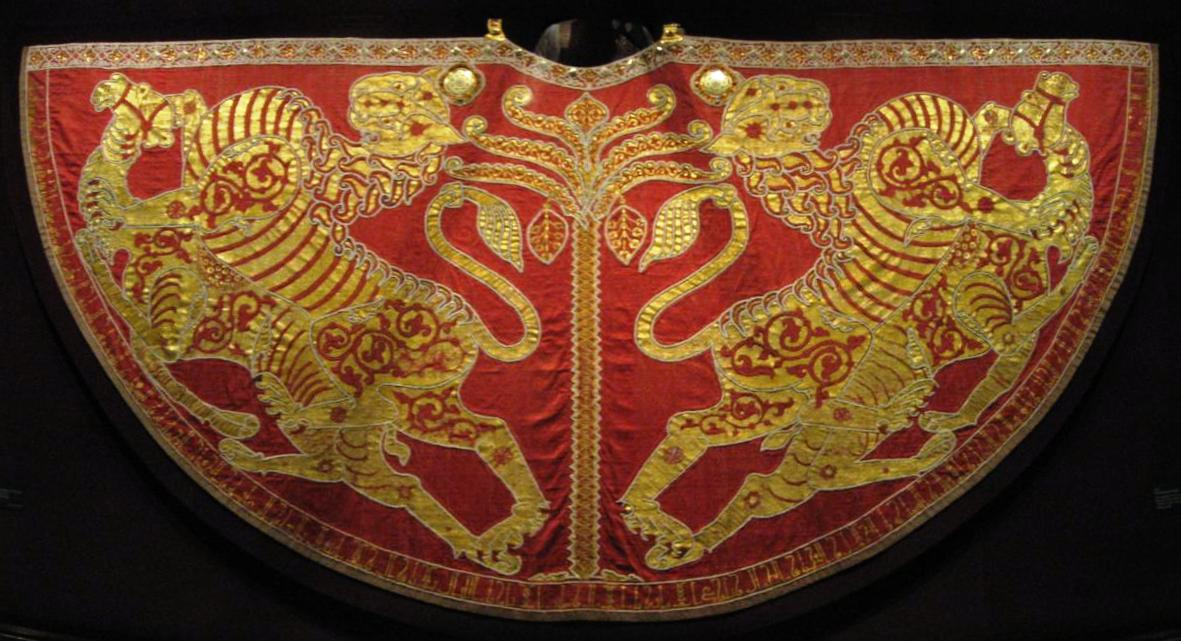
Gemusterter Samit (Kermesfärbung)
Krönungsmantel aus der königlichen Hofwerkstatt von Palermo, 1133/34

Samit  ist eine Bindung für Gewebe, die im 4. Jahrhundert entwickelt wurde und  seit Mitte des 16. Jahrhunderts nicht mehr verwendet wird. Es handelt sich um eine Köperkompositbindung. Dabei bilden – ausschließlich bis zum 12. Jahrhundert – für dreibindigen Köper zunächst sechs Kettfäden eine Einheit. Die Bezeichnung Samit leitet sich entsprechend vom griechischen Wort  hexamitos (= sechsfädig) her.

## Gewebe
Samitgewebe bestehen aus zwei Kettfadensystemen (Haupt- und Bindekette) und zwei oder mehr Schussfadensystemen. Dabei ist die Hauptkette an der Gewebeoberseite nicht sichtbar. Sie trennt nur die Schüsse. Die Bindekette hingegen bindet den Schuss mit der jeweils für das Muster notwendigen Farbe in drei- oder vierbindigem Köper.
Da diese Bindung überwiegend für die Herstellung von Seidengeweben eingesetzt wurde, wird  Samit häufig auch direkt als Seidengewebe bezeichnet. Einfarbige Seidensamite mit wie geritzt aussehenden Mustern (Ritzseide, „geritzte“ Seide) sind ab dem frühen 7. Jahrhundert nachweisbar. Sie erlangten spezielle Bedeutung für Erzeugnisse im liturgischen Gebrauch. Die Ritzlinien entstehen durch einen komplizierten Wechsel von Ober- und Unterschuss. An der Wechselstelle entstehen die wie eingeritzt wirkenden Linien, die das Muster bilden.  Gewebe mit großformatigen Musterwiederholungen erlebten ihre Blüte im späten 10. und 11. Jahrhundert, und erscheinen kleinteilig gemustert noch im 12. Jahrhundert.
Allerdings existieren auch Gewebe in Samitbindung, deren musterbildende Kettfäden aus weißer oder gefärbter Wolle und deren Schussfäden aus weißer Seide bestehen oder solche, bei denen zumeist für das musterbildende Schussfadensystem Wollfäden verwendet werden. Sie sind deshalb als Halbseidengewebe zu bezeichnen.